# Carthage (Nowy Jork)
Carthage – wieś w Stanach Zjednoczonych, w stanie Nowy Jork, w hrabstwie Jefferson.